# Essi Matilda Forster
Essi Matilda Forster née Essi Matilda Christian, née le 12 septembre 1922 et morte en août 1998, est une avocate ghanéenne. Elle est la première femme originaire de la Côte-de-l'Or (aujourd'hui Ghana) à devenir avocate.

## Biographie

### Enfance et formations
Essi Matilda Forster est née à Sekondi en Côte-de-l'Or, le 12 septembre 1922. Son père est originaire d’une île des Caraïbes orientales, la Dominique, mais s'est installé dans la ville de Sekondi en 1902. Sa mère est originaire de Shama, dans la région occidentale de la Côte-de-l'Or d'alors. Elle commence son éducation au Royaume-Uni lorsqu'elle avait cinq ans. Là, elle est admise au barreau de Gray's Inn en novembre 1945. Le 15 avril 1947, elle est admise au barreau de la Côte-de-l'Or  et devient ainsi  la première femme originaire de la Côte-de-l'Or à devenir et à être avocate, et la troisième femme d'Afrique occidentale britannique à accomplir cet exploit,,.

## Carrière
Après son inscription au barreau de la Côte de l’Or, Essi Matilda Forster est inscrite au barreau de la Gambie, ou plutôt de la Colonie et protectorat de Gambie (car la république de Gambie n’existait pas encore) puis travaille en Gambie en tant qu'avocate de 1947 à 1951. En juillet 1951, elle retourne à la Côte de l’Or avec son mari Edward Francis Bani Forster lorsque ce dernierest nommé par l'administration coloniale de l'époque pour travailler à l'hôpital psychiatrique d'Accra. Elle accepte un poste d'officier d'état civil par intérim pour les naissances, les décès et les entreprises, poste qu'elle occupé pendant environ six mois. De 1957 à 1982, elle est la conseillère juridique de Mobil Oil Ghana Limited,,.
En dehors de la pratique juridique, Essi Matilda Forster est engagée dans d'autres activités publiques et professionnelles. Elle est membre d'un certain nombre de comités et d'organisations, dont certains qu'elle  contribue à créer. Elle est l'une des membres fondateurs du comité de l'école internationale du Ghana, où elle siége de 1954 à 1959. Elle est également membre du comité d'interdiction du district judiciaire d'Accra, à l'époque susmentionnée. Elle participe à la fondation de la branche d'Accra du Inner Wheel Club et de la Fédération internationale des femmes juristes  au Ghana, dont elle a été la présidente. Au cours de sa vie, Essi Matilda Forster joue un rôle actif au sein de la Young Women's Christian Association (YWCA), dont elle est la vice-présidente et la secrétaire du comité du foyer. De 1969 à 1972, elle est présidente du conseil d'administration de l'Accra Nurses and Midwives School, et de 1972 à 1975, elle est membre suppléante du comité de constitution de l'association mondiale des guides et des éclaireuses, tout en présidant l'Association des guides du Ghana,,,.
Elle décède en août 1988 à l'âge de soixante-quinze ans. À l'époque, elle est l'avocate la plus expérimentée du barreau du Ghana. Son service funéraire a lieu à l'église Accra Ridge le 14 août 1998,.